# Heteropoda bhattacharjeei
Heteropoda bhattacharjeei är en spindelart som beskrevs av Saha och Dinendra Raychaudhuri 2007. Heteropoda bhattacharjeei ingår i släktet Heteropoda och familjen jättekrabbspindlar. Inga underarter finns listade i Catalogue of Life.